# Юзбаши, Константин Николаевич
Константин Николаевич Юзбаши (Юзбаш, Юзбаша; 1724 — 17 сентября 1802) — бригадир русской армии, выходец из сербских граничар во владениях Габсбургов, один из первых военных поселенцев Славяносербии.

## Биография
Прибыл в Россию в октябре 1752 года в чине капитана из состава команды подполковника Ивана Георгиевича Шевича. Вначале вместе с другими сербскими переселенцами пребывал в Киеве. 

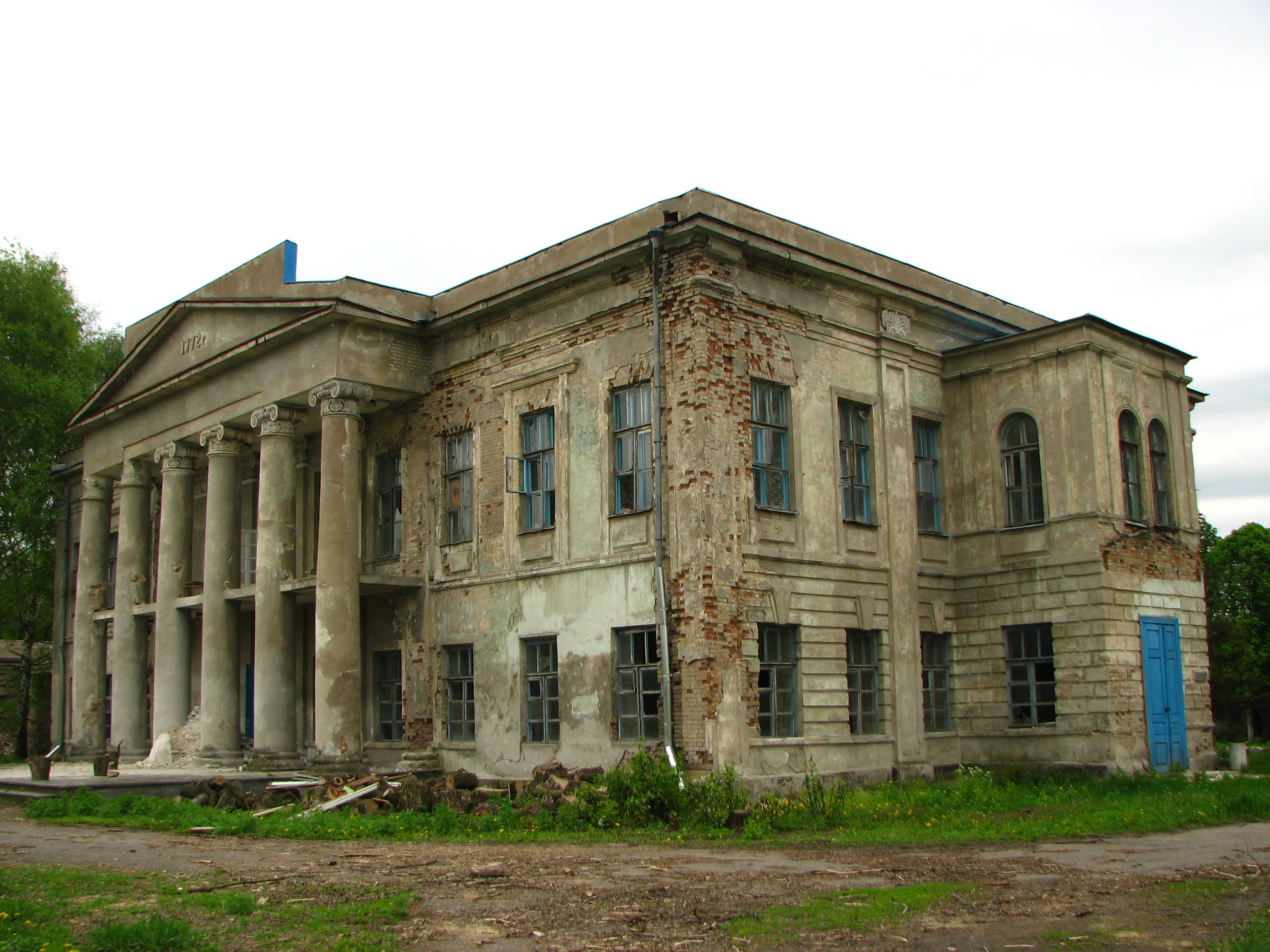
Усадьба Юзбашевка в 2008 году

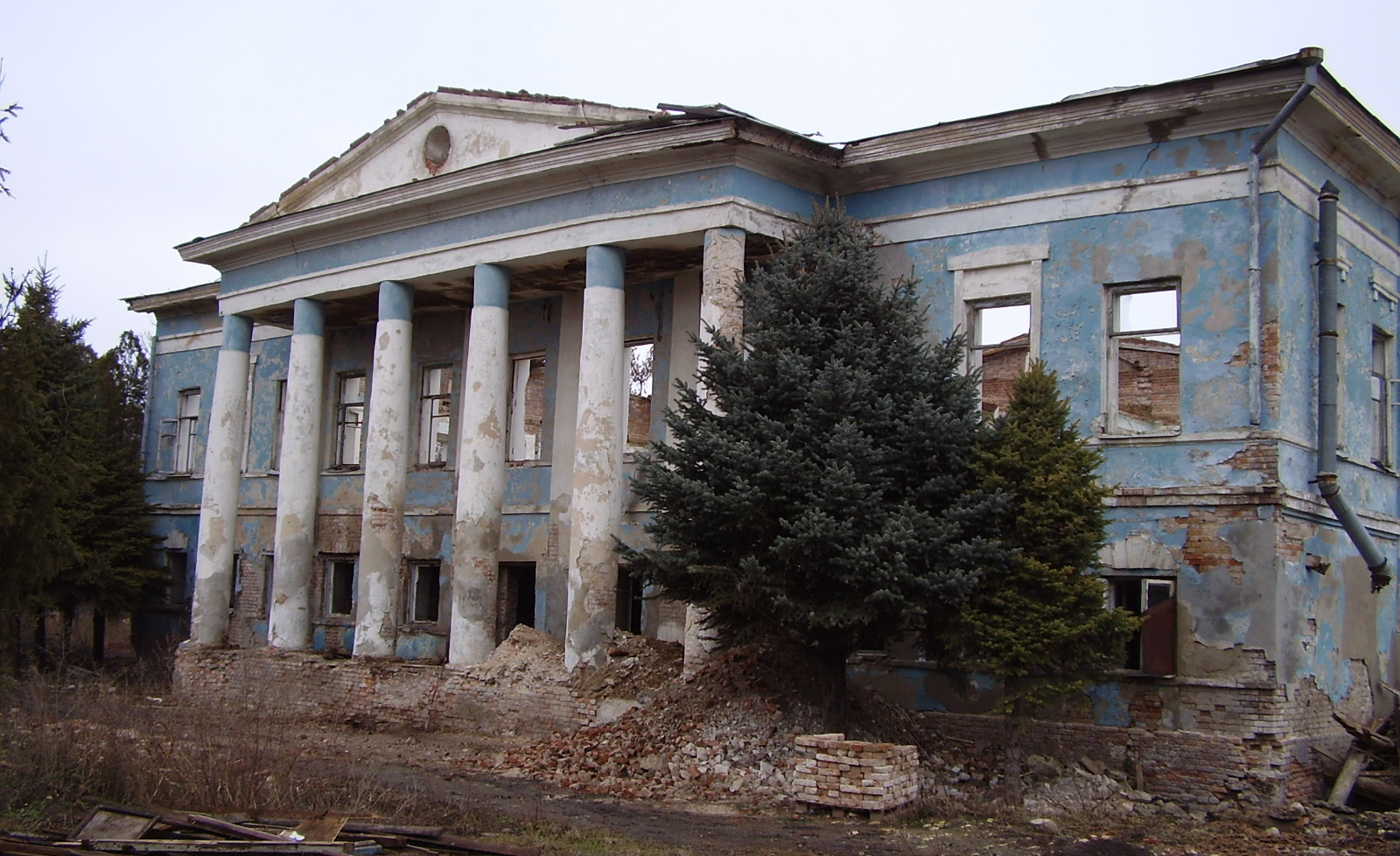
Дом Юзбаши (Весёлая Гора)

В августе 1754 г. в составе полусформированного полка под командованием генерал-майора И. Шевича выехал из Киева и прибыл в Бахмут, откуда был расквартирован в одну из казённых слобод Бахмутской провинции. С весны 1756 г. принимал непосредственное участие в создании новой пограничной территориально-административной единицы — Славяносербии, будучи сначала командиром 5-й роты (с. Жёлтое или Жёлтый Яр) гусарского полка генерал-майора И. Шевича.
О продвижении по службе и занимаемых К. Н. Юзбашем должностях данных практически не сохранилось. Известно лишь, что в 1757 г. он был ещё капитаном полка Шевича, в 1767 г — премьер-майором Бахмутского гусарского полка, в 1777 г. — подполковником, в 1778 г. — полковником этого же полка. В 1781 г. в чине бригадира он вышел в отставку.

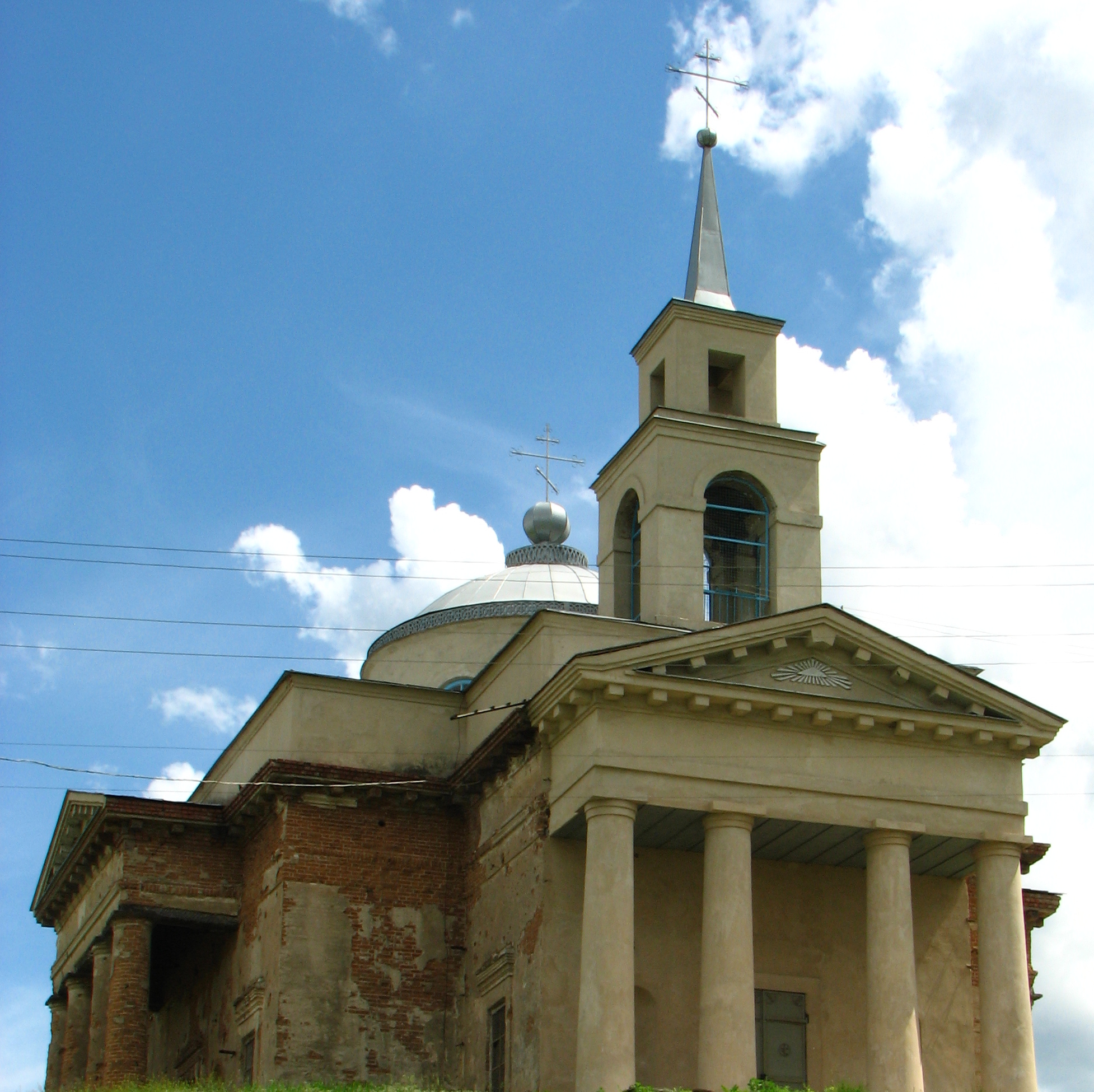
Благовещенская церковь (Весёлая Гора)

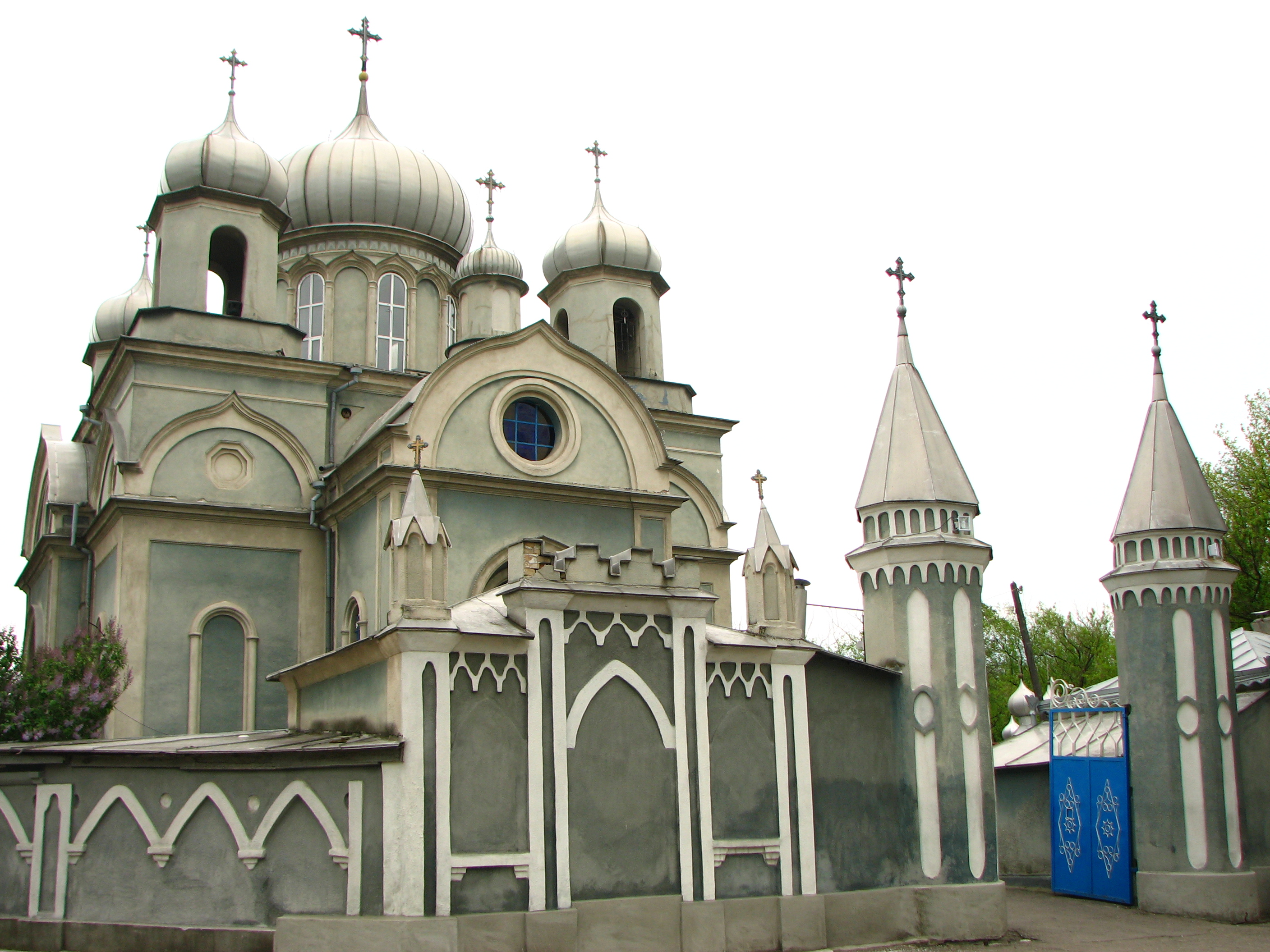
церковь Вознесения Господня в Александровске

В качестве ранговой дачи около 1775 г. получил 9600 десятин земли между рр. Северский Донец и Лугань в Славяносербском (Донецком) уезде Азовской (затем Екатеринославской) губернии, где основал, заселил и обустроил несколько сел — Весёлая Гора и Александровка (Юзбашевка), в которых создал усадебные ансамбли и построил церкви — Благовещения Пресвятой Богородицы в Весёлой Горе (1776—1777) и Вознесения Господня в Александровке (1785—1791).
26 ноября 1781 г. бригадир К. Н. Юзбаши награждён Орденом Святого Георгия 4 ст. по выслуге. Умер, по некоторым данным, 17 сентября 1802 г. в своём имении, где и похоронен на приходском кладбище с. Весёлая Гора (могила не сохранилась).